# Robert Duncan (arcybiskup)
Robert William Duncan Junior (ur. 5 lipca 1948 w Fort Dix) – amerykański duchowny anglikański, arcybiskup Kościoła Anglikańskiego w Ameryce Północnej

## Życiorys
W 1995 roku wybrany biskupem koadiutorem Pittsburgha (ECUSA). W latach 1997–2008 biskup episkopalny Pittsburgha (ECUSA).
Jeden z liderów konserwatywnego skrzydła w Kościele Episkopalnym Stanów Zjednoczonych Ameryki. Przeciwnik liberalnych reform w Kościołach anglikańskich. Orędownik zachowania przez Wspólnotę Anglikańską surowych zasad moralnych i dogmatycznych zgodnych z tradycjami anglikanizmu. Od 2004 przewodniczący separatystycznej grupy w łonie Kościoła Episkopalnego Stanów Zjednoczonych Ameryki. W 2008 roku wykluczony z Kościoła Episkopalnego Stanów Zjednoczonych Ameryki i pozbawiony funkcji biskupa ECUSA.
Od 22 czerwca 2009 do 2014 roku arcybiskup Kościoła Anglikańskiego w Ameryce Północnej (ACNA).